# Ligat ha’Al 2005/06
Die Ligat ha’Al 2005/06 war die siebte Spielzeit der höchsten israelischen Fußballliga unter diesem Namen, und die 57. Saison insgesamt. Sie begann am 26. August 2005 und endete am 14. Mai 2006.
Maccabi Haifa gewann die Meisterschaft.

## Modus
Die zwölf Mannschaften spielten im Verlauf der Saison dreimal gegeneinander. Die Teams, die nach 22 Spielen die ersten sechs Plätze belegten, hatten ein Heimspiel mehr als die Teams auf den unteren sechs Plätzen. Die beiden Letztplatzierten mussten in die Liga Leumit absteigen.

## Vereine
| Verein                | Stadt          | Stadion                | Kapazität |
| --------------------- | -------------- | ---------------------- | --------- |
| Beitar Jerusalem      | Jerusalem      | Teddy-Stadion          | 31.733    |
| Maccabi Tel Aviv      | Tel Aviv-Jaffa | Bloomfield-Stadion     | 29.150    |
| Hapoel Tel Aviv       | Tel Aviv-Jaffa | Bloomfield-Stadion     | 29.150    |
| Bne Jehuda Tel Aviv   | Tel Aviv-Jaffa | Bloomfield-Stadion     | 29.150    |
| Maccabi Haifa         | Haifa          | Kiryat-Eliezer-Stadion | 14.000    |
| FC Bnei Sachnin       | Sachnin        | Kiryat-Eliezer-Stadion | 14.000    |
| Hapoel Petach Tikwa   | Petach Tikwa   | HaMoshava-Stadion      | 11.500    |
| Maccabi Petach Tikwa  | Petach Tikwa   | HaMoshava-Stadion      | 11.500    |
| MS Aschdod            | Aschdod        | HaYud-Alef-Stadion     | 07.800    |
| Maccabi Netanja       | Netanja        | Sar-Tov-Stadion        | 07.500    |
| Hapoel Kfar Saba      | Kfar Saba      | Levita-Stadion         | 05.500    |
| Hapoel Nazareth Illit | Nazareth Illit | Green-Stadion          | 05.000    |

## Abschlusstabelle
| Pl. | Verein                | Sp. | S  | U  | N  | Tore    | Diff. | Punkte |
| --- | --------------------- | --- | -- | -- | -- | ------- | ----- | ------ |
| 1.  | Maccabi Haifa (M)     | 33  | 23 | 6  | 4  | 065:250 | +40   | 75     |
| 2.  | Hapoel Tel Aviv       | 33  | 16 | 11 | 6  | 051:250 | +26   | 59     |
| 3.  | Beitar Jerusalem      | 33  | 17 | 7  | 9  | 051:330 | +18   | 58     |
| 4.  | Bne Jehuda Tel Aviv   | 33  | 14 | 7  | 12 | 037:410 | −4    | 49     |
| 5.  | Maccabi Petach Tikwa  | 33  | 12 | 8  | 13 | 037:380 | −1    | 44     |
| 6.  | Maccabi Tel Aviv (P)  | 33  | 11 | 11 | 11 | 035:370 | −2    | 44     |
| 7.  | Maccabi Netanja (N)   | 33  | 11 | 8  | 14 | 040:450 | −5    | 41     |
| 8.  | MS Aschdod            | 33  | 9  | 12 | 12 | 046:470 | −1    | 39     |
| 9.  | Hapoel Petach Tikwa   | 33  | 9  | 10 | 14 | 038:500 | −12   | 37     |
| 10. | Hapoel Kfar Saba (N)  | 33  | 8  | 10 | 15 | 030:410 | −11   | 34     |
| 11. | Hapoel Nazareth Illit | 33  | 8  | 10 | 15 | 025:470 | −22   | 34     |
| 12. | FC Bnei Sachnin       | 33  | 5  | 10 | 18 | 028:540 | −26   | 25     |

Platzierungskriterien: 1. Punkte – 2. Tordifferenz – 3. geschossene Tore

| (M) | amtierender israelischer Meister     |
| (P) | amtierender israelischer Pokalsieger |
| (N) | Neuaufsteiger der letzten Saison     |

## Kreuztabelle
| Spieltag 1–22         | Maccabi Haifa | Hapoel Tel Aviv | Beitar Jerusalem | Bne Jehuda Tel Aviv | Maccabi Petach Tikwa | Maccabi Tel Aviv | Maccabi Netanja | MS Aschdod | Hapoel Petach Tikwa | Hapoel Kfar Saba | Hapoel Nazareth Illit | FC Bnei Sachnin |
| --------------------- | ------------- | --------------- | ---------------- | ------------------- | -------------------- | ---------------- | --------------- | ---------- | ------------------- | ---------------- | --------------------- | --------------- |
| Maccabi Haifa         |               | 1:0             | 3:0              | 1:0                 | 3:2                  | 2:1              | 2:1             | 4:0        | 2:0                 | 1:0              | 2:1                   | 4:1             |
| Hapoel Tel Aviv       | 0:0           |                 | 1:1              | 2:0                 | 1:1                  | 2:0              | 2:0             | 3:1        | 1:1                 | 3:1              | 4:0                   | 2:2             |
| Beitar Jerusalem      | 0:1           | 0:2             |                  | 2:2                 | 2:0                  | 0:1              | 1:1             | 0:1        | 0:1                 | 1:0              | 4:0                   | 3:2             |
| Bne Jehuda Tel Aviv   | 0:1           | 0:4             | 2:3              |                     | 1:0                  | 3:1              | 1:0             | 2:1        | 2:1                 | 2:1              | 1:1                   | 2:1             |
| Maccabi Petach Tikwa  | 1:3           | 2:3             | 1:2              | 0:0                 |                      | 3:1              | 2:1             | 2:2        | 2:0                 | 0:0              | 2:0                   | 2:1             |
| Maccabi Tel Aviv      | 1:0           | 2:0             | 2:3              | 2:2                 | 0:0                  |                  | 1:0             | 2:1        | 3:0                 | 2:1              | 0:0                   | 2:0             |
| Maccabi Netanja       | 1:3           | 1:0             | 2:3              | 0:1                 | 0:1                  | 3:1              |                 | 1:1        | 0:0                 | 3:2              | 1:0                   | 0:0             |
| MS Aschdod            | 1:2           | 1:1             | 2:3              | 2:0                 | 2:0                  | 0:1              | 2:2             |            | 4:3                 | 5:0              | 2:1                   | 1:2             |
| Hapoel Petach Tikwa   | 3:1           | 0:3             | 0:3              | 2:3                 | 2:1                  | 2:2              | 0:2             | 3:1        |                     | 2:1              | 0:0                   | 0:0             |
| Hapoel Kfar Saba      | 1:2           | 0:1             | 0:2              | 1:1                 | 2:0                  | 1:0              | 1:2             | 2:2        | 1:1                 |                  | 1:2                   | 0:0             |
| Hapoel Nazareth Illit | 0:6           | 1:1             | 1:1              | 0:0                 | 2:0                  | 0:0              | 1:3             | 2:1        | 2:1                 | 1:0              |                       | 3:2             |
| FC Bnei Sachnin       | 2:2           | 2:1             | 0:0              | 0:3                 | 2:1                  | 1:0              | 2:2             | 0:1        | 0:2                 | 1:2              | 1:0                   |                 |

| Spieltage 23–33       | Maccabi Haifa | Hapoel Tel Aviv | Beitar Jerusalem | Bne Jehuda Tel Aviv | Maccabi Petach Tikwa | Maccabi Tel Aviv | Maccabi Netanja | MS Aschdod | Hapoel Petach Tikwa | Hapoel Kfar Saba | Hapoel Nazareth Illit | FC Bnei Sachnin |
| --------------------- | ------------- | --------------- | ---------------- | ------------------- | -------------------- | ---------------- | --------------- | ---------- | ------------------- | ---------------- | --------------------- | --------------- |
| Maccabi Haifa         |               | 0:1             | –                | 4:0                 | 2:1                  | –                | 2:1             | –          | –                   | 1:1              | 4:0                   | –               |
| Hapoel Tel Aviv       | –             |                 | 1:1              | –                   | –                    | 2:0              | –               | 1:1        | 3:0                 | 1:2              | –                     | 1:0             |
| Beitar Jerusalem      | 1:0           | –               |                  | 3:0                 | 1:0                  | –                | 4:0             | –          | –                   | 0:1              | 0:2                   | –               |
| Bne Jehuda Tel Aviv   | –             | 0:1             | –                |                     | –                    | 1:0              | –               | 2:1        | 2:2                 | 0:1              | –                     | 2:0             |
| Maccabi Petach Tikwa  | –             | 2:1             | –                | 1:0                 |                      | –                | 2:1             | –          | –                   | –                | 1:0                   | 1:0             |
| Maccabi Tel Aviv      | 1:0           | –               | 2:1              | –                   | 0:3                  |                  | 3:1             | –          | –                   | 0:0              | 1:1                   | –               |
| Maccabi Netanja       | –             | 1:1             | –                | 2:1                 | –                    | –                |                 | 3:1        | 2:3                 | 1:0              | –                     | 1:1             |
| MS Aschdod            | 1:1           | –               | 1:1              | –                   | 0:0                  | 1:1              | –               |            | –                   | –                | 0:0                   | –               |
| Hapoel Petach Tikwa   | 0:2           | –               | 1:2              | –                   | 1:1                  | 1:1              | –               | 1:2        |                     | –                | –                     | –               |
| Hapoel Kfar Saba      | –             | –               | –                | –                   | 2:2                  | –                | –               | 1:1        | 0:0                 |                  | 3:1                   | 1:0             |
| Hapoel Nazareth Illit | –             | 1:1             | –                | 0:1                 | –                    | –                | 0:1             | –          | 0:1                 | –                |                       | 2:1             |
| FC Bnei Sachnin       | 2:2           | –               | 3:0              | –                   | –                    | 1:1              | –               | 0:3        | 1:4                 | –                | –                     |                 |

## Torschützenliste
| Pl. | Name             | Team                 | Tore |
| --- | ---------------- | -------------------- | ---- |
| 01. | Shai Holtzman    | MS Aschdod           | 18   |
| 02. | Roberto Colautti | Maccabi Haifa        | 13   |
| 03. | Gustavo Boccoli  | Maccabi Haifa        | 12   |
| 03. | Lior Asulin      | Beitar Jerusalem     | 12   |
| 05. | Toto Tammuz      | Hapoel Petach Tikwa  | 11   |
| 05. | Omer Golan       | Maccabi Petach Tikwa | 11   |
| 05. | Yossi Shivhon    | Hapoel Petach Tikwa  | 11   |
| 08. | Papi Kimoto      | Maccabi Netanya      | 10   |
| 08. | Avi Nimni        | Maccabi Tel Aviv     | 10   |
| 10. | Ibezito Ogbonna  | Hapoel Tel Aviv      | 09   |
| 10. | Alain Masudi     | Maccabi Netanya      | 09   |
| 10. | Michael Zandberg | Maccabi Haifa        | 09   |